# Ostende
Ostende (en neerlandés, Oostende) es una ciudad de la provincia belga de Flandes Occidental. Tiene una población estimada, en 2023, de 72.175 habitantes.
Está situada aproximadamente en el centro de la costa de la provincia sobre el mar del Norte.
El origen del nombre proviene de una isla (Testerep) situada frente a la costa flamenca, donde Ostende era su población más oriental (Oost significa este, en neerlandés; ende es una forme arcaica de einde, extremidad, final). En el otro extremo se hallaba Westende. 
Ostende es una ciudad portuaria y cosmopolita. Es conocida como la "ciudad más británica" por los ingleses.
Es conocida por su explanada junto al mar, incluidas las Galerías Reales de Ostende, el muelle y sus playas de arena fina. Es visitada por muchos excursionistas que se dirigen a las playas, especialmente durante julio y agosto. Los turistas del interior de Bélgica y los extranjeros llegan en su mayoría en tren (excursiones de un día) y se dirigen a la zona de playa más cercana, la Klein Strand, ubicada junto al muelle. Los lugareños y otros residentes en Bélgica suelen ocupar la playa más grande (het Groot Strand).

## Historia
- En 1445, Felipe el Bueno autoriza la construcción de un puerto en Ostende.
- Entre 1601 y 1604, sufre un largo asedio a manos de los tercios españoles, durante la guerra de los ochenta años. Pasando a ser parte de los Países Bajos Españoles.
- En 1698 se funda la primera naviera para el comercio con las Indias.
- El 6 de julio de 1706 es ocupada por las tropas Alianza de La Haya, pasando a ser parte de los Países Bajos Austriacos en 1714.
- En 1722, Carlos VI fundó la "Compañía de Ostende", que se especializó en la importación de especias y productos exóticos originarios de Extremo Oriente.
- Ocupación francesa de 1794 al 13 de abril de 1814.
- En 1850, la estación balnearia era el lugar predilecto de reunión de la aristocracia europea.
- Ostende fue el lugar de residencia estival del rey Leopoldo II, quien llevó a cabo muchas mejoras en la ciudad.
- Se firmó en dicha ciudad el Pacto de Ostende, en 1866, entre los liberales (progresistas y demócratas) españoles exiliados, con el fin de derrocar a Isabel II.

## Geografía

### Secciones del municipio
El municipio comprende los antiguos municipios, que se fusionaron en 1977:
| - Ostende - Stene - Zandvoorde |

## Demografía

### Evolución
Todos los datos históricos relativos al actual municipio, el siguiente gráfico refleja su evolución demográfica, incluyendo municipios después de efectuada la fusión el 1 de enero de 1977.
| Gráfica de evolución demográfica de Ostende entre 1846 y 2023 |
|                                                               |

## Monumentos y lugares típicos

### Iglesia de San Pedro y San Pablo

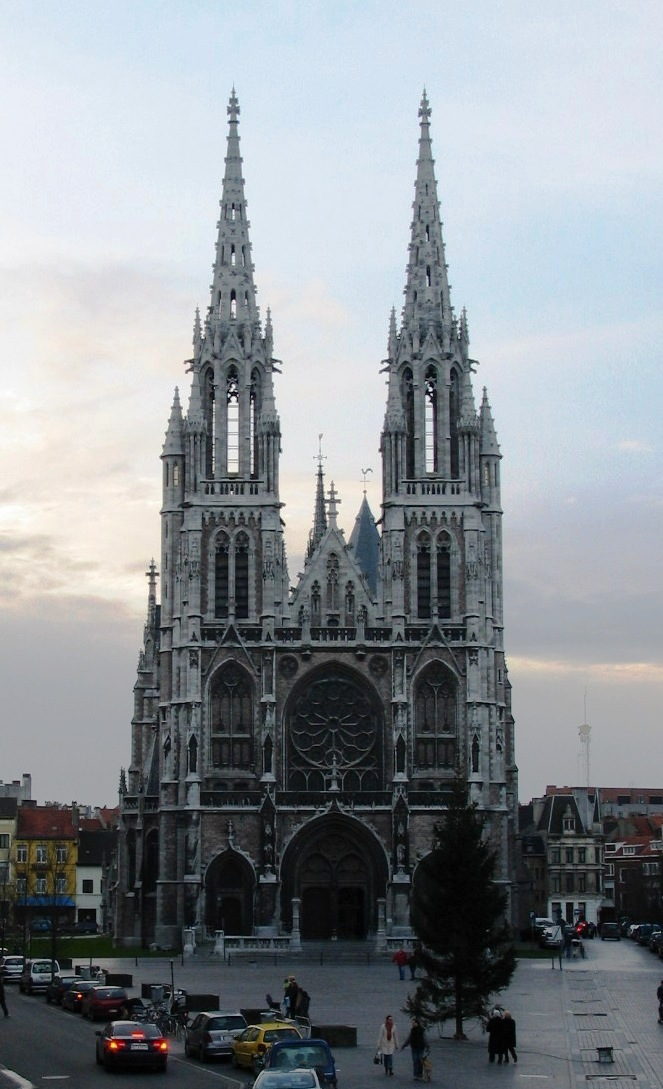
Iglesia de San Pedro y San Pablo, en Ostende.

La iglesia del siglo XVI fue destruida en tiempos de Leopoldo II y en su lugar se construyó esta iglesia neogótica.

### El Mercator
El Mercator es un navío de tres mástiles. Fue buque escuela y se utilizó para repatriar el cuerpo del Padre Damián. Hoy se conserva en su estado original y alberga un museo náutico con objetos exóticos traídos de sus viajes por el mundo.[cita requerida]

### La casa Raversijde
La casa Raversijde consta de tres partes:
- Walraversijde, un lugar arqueológico; se trata de hecho de un poblado medieval de 1465, con reconstrucciones y restos originales.
- Memoriaal Prins Karel, propiedad en la que vivió a partir de 1950 el Príncipe Carlos de Bélgica, donde se halla su casa, sus colecciones y sus cuadros; en la Sala flamenca, se rememora la vida del Príncipe Carlos en una exposición biográfica.
- Atlantikwall, una fortificación costera utilizada en las dos guerras mundiales; tiene una infraestructura de más de 60 construcciones y más de 2 km de subterráneos.[cita requerida]

### La casa de James Ensor
La casa del pintor James Ensor se ha transformado en museo. En su taller original hay objetos y muebles de sus cuadros.[cita requerida]

## Festival de Cine
El Festival de Cine de Ostende comenzó en 2007 con el propósito de estimular, asesorar y financiar el cine belga anualmente, además de exhibir una selección de cine internacional de alta calidad. Se realiza durante enero en las sedes Kinepolis Oostende, Kursaal Oostende y De Grote Post.
Entre sus premios, se encuentra la competencia LOOK! a Mejor Película, la competencia SOON! a cineastas que estrenan su primera película, la competencia COOP! para resaltar las mejores co-producciones entre Bélgica y Holanda. Además, cuenta con el premio De Ensors para el cine flamenco, y el premio De Jamies, enfocado en reconocer el arte y talento de los medios más recientes, como las series web, vlogs, realidad virtual y videojuegos. 
El festival se suspendió en 2020 y 2021 durante la pandemia COVID-19, reanudando en el año 2022.

### Ganadores del premio LOOK![6]
| Año  | Ganador                               | Dirección                      |
| ---- | ------------------------------------- | ------------------------------ |
| 2013 | In Bloom                              | Nana Ekvtimishvili, Simon Groß |
| 2014 | Saint Laurent                         | Bertrand Bonello               |
| 2015 | Efterskalv                            | Magnus von Horn                |
| 2016 | 24 weeks                              | Anne Zohra Berrached           |
| 2017 | Le Redoutable                         | Michel Hazanavicius            |
| 2018 | Lazzaro Felice                        | Alice Rohrwacher               |
| 2019 | The invisible life of Eurídice Gusmão | Karim Aïnouz                   |
| 2022 | Leave no Traces                       | Jan P. Matuszynski             |
| 2023 | Godland                               | Hlynur Pálmason                |

## Deportes
| Equipo        | Deporte    | Competición                 | Estadio           | Creación |
| ------------- | ---------- | --------------------------- | ----------------- | -------- |
| K.V. Oostende | Fútbol     | Primera División de Bélgica | Albertparkstadion | 1981     |
| BC Oostende   | Baloncesto | Ligue Ethias                | Sleuyter Arena    | 1970     |

## Ostendeses célebres
- Divock Origi
- Arno, cantante
- Leon Spilliaert, pintor simbolista
- James Ensor, otro pintor simbolista
- Henri Storck, cineasta y fundador de la Cinémathèque royale de Belgique
- Lilian Baels, segunda esposa de Leopoldo III
- Kamagurka, caricaturista
- Marc Van der Meulen, pintor simbolista[7]

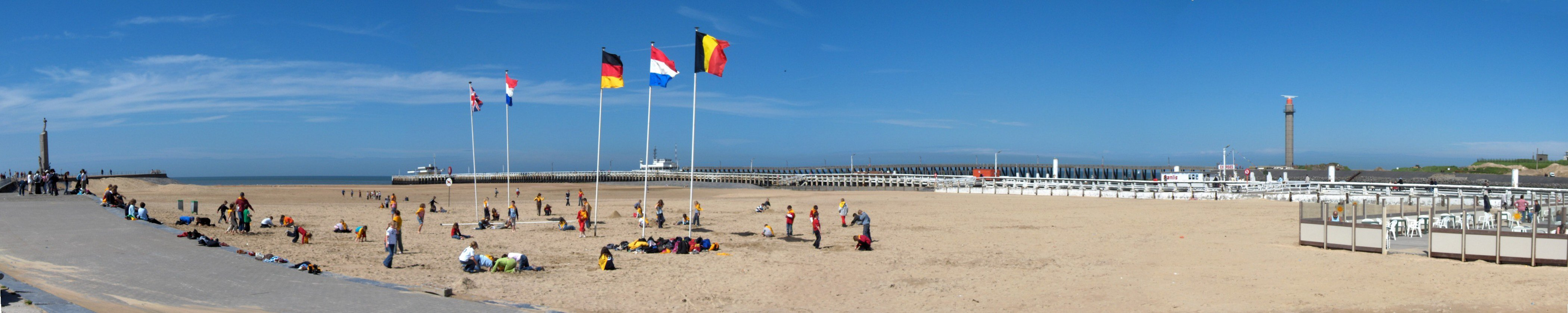
Vista panorámica de la playa de la estacada